# Epiona kirejtshuki
Epiona kirejtshuki är en insektsart som beskrevs av Alexander Fyodorovich Emeljanov 2005. Epiona kirejtshuki ingår i släktet Epiona och familjen vedstritar. Inga underarter finns listade i Catalogue of Life.